# Kongo-Brazzaville i olympiska sommarspelen 2004
Kongo-Brazzaville i olympiska sommarspelen 2004 bestod av 5 idrottare som blivit uttagna av Kongo-Brazzavilles olympiska kommitté.

## Friidrott
Herrar
Bana, maraton och gång
| Idrottare                         | Gren      | Heat     | Heat      | Kvartsfinal | Kvartsfinal | Semifinal        | Semifinal        | Final            | Final            |
| Idrottare                         | Gren      | Resultat | Placering | Resultat    | Placering   | Resultat         | Placering        | Resultat         | Placering        |
| --------------------------------- | --------- | -------- | --------- | ----------- | ----------- | ---------------- | ---------------- | ---------------- | ---------------- |
| Lezin Christian Elongo Ngoyikonda | 400 meter | DNS      | x         | i.u.        | i.u.        | Gick inte vidare | Gick inte vidare | Gick inte vidare | Gick inte vidare |

Damer
Bana, maraton och gång
| Idrottare                 | Gren      | Heat     | Heat      | Kvartsfinal      | Kvartsfinal      | Semifinal        | Semifinal        | Final            | Final            |
| Idrottare                 | Gren      | Resultat | Placering | Resultat         | Placering        | Resultat         | Placering        | Resultat         | Placering        |
| ------------------------- | --------- | -------- | --------- | ---------------- | ---------------- | ---------------- | ---------------- | ---------------- | ---------------- |
| Michelle Banga Moundzoula | 200 meter | 24.37    | 6         | Gick inte vidare | Gick inte vidare | Gick inte vidare | Gick inte vidare | Gick inte vidare | Gick inte vidare |

## Fäktning
Herrar
| Sorel-Arthur Kembe | Sabel | Maya (CUB) L 13-15 | Gick inte vidare | Gick inte vidare | Gick inte vidare | Gick inte vidare | Gick inte vidare | Gick inte vidare | Gick inte vidare |

## Judo
Damer
| Idrottare        | Gren              | Sextondelsfinal      | Åttondelsfinal            | Kvartsfinal          | Semifinal            | Återkval                          | Final                | Final            |
| Idrottare        | Gren              | Motståndare Resultat | Motståndare Resultat      | Motståndare Resultat | Motståndare Resultat | Motståndare Resultat              | Motståndare Resultat | Placering        |
| ---------------- | ----------------- | -------------------- | ------------------------- | -------------------- | -------------------- | --------------------------------- | -------------------- | ---------------- |
| Tatiana Bvegadzi | Tungvikt (+78 kg) | BYE                  | Beltrán (CUB) L 0000-1000 | Gick inte vidare     | Gick inte vidare     | Omgång 1 Bryant (GBR) L 0000-1003 | Gick inte vidare     | Gick inte vidare |